# Hotel Bodeewes

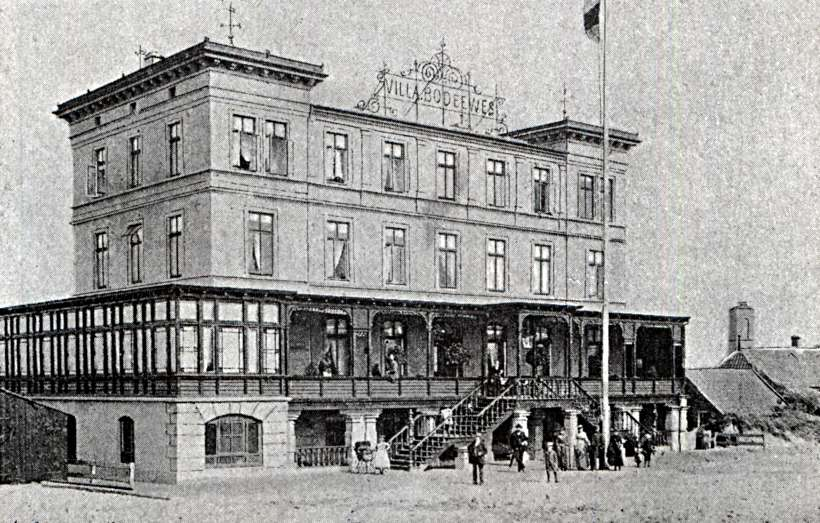
Das Hotel nach der Fertigstellung im Jahr 1892

Das Hotel Bodeewes war ein 1892 erbautes Hotel auf der Nordseeinsel Borkum, Hindenburgstraße 16. Das noch erhaltene Gebäude steht unter Denkmalschutz.

## Architektur
Das Gebäude befindet sich in der Ortsmitte von Borkum, gegenüber dem Kriegerdenkmal an einer kleinen, zentralen Parkanlage. Von ihm hat man einen guten Blick auf den Neuen Leuchtturm.
Der stattliche, viergeschossige Baukörper besteht aus einem symmetrischen Mittelbau mit fünf Fensterachsen, dem sich links und rechts zwei etwas erhöhte Eckpavillons mit je einem Fenster im zweiten und je zwei Fenster im dritten Obergeschoss anschließen. Das Erdgeschoss ist relativ niedrig. Der Empfangsbereich mit den Gesellschaftsräumen befand sich im Obergeschoss. Ihm war eine breite, überdachte Terrassenanlage vorgelagert, die später zum Teil als Wintergarten verglast wurde. Die Erschließung des Hauses erfolgte ursprünglich über eine mittig angelegte, zweiläufige Holztreppe.
Die Fassade ist im klassizistischen Stil gestaltet und durch kräftige Geschoss- und Brustgesimse sowie Pilastern im zweiten Obergeschoss des Mittelbaus gegliedert. Sie schließt oben mit einem kräftigem, im Bereich der Pavillons noch durch Konsolen geschmücktes Attika-Gesims ab, hinter dem sich  flachgeneigte Walmdächer befinden.

## Geschichte

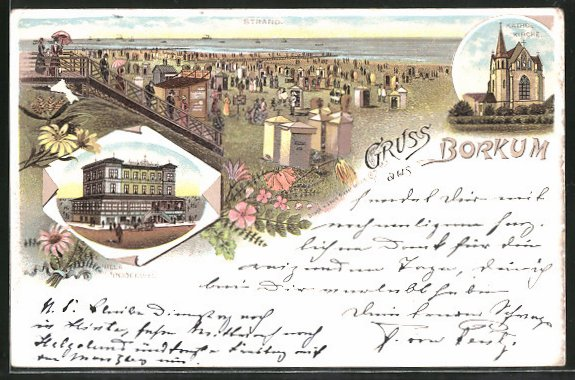
Ansichtskarte von Borkum aus dem Jahr 1896

Das Haus wurde 1892 von Th. Bodeewes als Hotel auf dem damals als Dünenstraße 9b bezeichneten Grundstück erbaut. Es galt als ein Haus I. Ranges und bot Logis mit Vollpension und Table d’hôte. Zudem hatte es eine „Rheinische Weinstube“, in der die Inschrift angebracht war: „Es schmilzt das Eis bei Sonnenschein und auch das Herz bei gold'nem Wein“.
In den 1920er Jahren wurde das Hotel von Carlstof Bodeewes betrieben. Die Terrasse auf der linken Seite wurde durch massive Außenwände mit Fenstern zugunsten eines Gesellschaftsraumes geschlossen. 1925 wurde in der Grünanlage vor dem Hotel zu Ehren der im Ersten Weltkrieg gefallenen 73 Borkumer Soldaten das noch bestehende Kriegerdenkmal erbaut.
Nach dem Zweiten Weltkrieg wurde das Gebäude als „Haus Pinguin“ des Kinderkurheims Dr. Zühlke genutzt. Ihre Erinnerungen an das Heim hat die Kinderbuchautorin Sabine Ludwig in ihrem 2014 erschienenen Buch "Schwarze Häuser" verarbeitet.
2012 wurde das Haus durchgreifend als Ferienwohnanlage umgebaut, modernisiert und mit Aufzug, Wellness-Bereich und Saunanlage ausgestattet. Es heißt seitdem "Villa Patricia".

## Quelle
- Axel Hansen: Die Geschichte des Nordseebades Borkum von 1800 bis in die 1920er Jahre, Welver 2017